# 1939 a jogalkotásban
1939-ben az alábbi jogszabályokat alkották meg:

## Magyarország

### Törvények
- 1939. évi I. törvénycikk    Az 1935. évben Genfben tartott Nemzetközi Munkaügyi Egyetemes Értekezlet által a nőknek bármilyen bányában földalatti munkára alkalmazása tárgyában tervezet alakjában elfogadott nemzetközi egyezmény becikkelyezéséről
- 1939. évi II. törvénycikk A honvédelemről
- 1939. évi III. törvénycikk A gazdasági és hitelélet rendjének, továbbá az államháztartás egyensúlyának biztosításáról szóló 1931:XXVI. tc. 7. §-a értelmében alakított országos bizottság tagjai számának felemeléséről
- 1939. évi IV. törvénycikk A zsidók közéleti és gazdasági térfoglalásának korlátozásáról
- 1939. évi V. törvénycikk A Magyar Szent Koronához visszacsatolt felvidéki területek képviselőinek az 1939. évi június hava 10. napjára egybehívott országgyűlés képviselőházába meghívásáról
- 1939. évi VI. törvénycikk A Magyar Szent Koronához visszatért kárpátaljai területeknek az országgal egyesítéséről
- 1939. évi VII. törvénycikk Az állami költségvetési év kezdetének megváltoztatásáról, valamint az 1939. évi július hó 1. napjától az 1939. évi december hó 31. napjáig viselendő közterhekről és fedezendő kiadásokról
- 1939. évi VIII. törvénycikk A gazdasági és hitelélet rendjének, továbbá az államháztartás egyensúlyának biztosításáról alkotott 1931:XXVI. törvénycikkben a minisztériumnak adott és utóbb kiterjesztett felhatalmazás további meghosszabbításáról
- 1939. évi IX. törvénycikk A Budapest székesfőváros területén létesítendő tisztviselő- és munkásházak, olcsóbérű kislakásos bérházak, valamint a szegények, ínségesek és hajléktalanok elhelyezésére szolgáló házak adómentességéről
- 1939. évi X. törvénycikk A "Horthy Miklós Nemzeti Repülő Alap" létesítéséről
- 1939. évi XI. törvénycikk A követi megbizatásban működő rendkívüli követek és meghatalmazott miniszterek hivatalból való szabályszerű elbánás alá vonhatásáról
- 1939. évi XII. törvénycikk Az árurészletügylet egyes kérdéseinek szabályozásáról
- 1939. évi XIII. törvénycikkA magyar állampolgárság megszerzéséről és elvesztéséről szóló 1879:L. törvénycikk kiegészítéséről és módosításáról
- 1939. évi XIV. törvénycikk A fizetési eszközökkel, külföldi követelésekkel és vagyontárgyak kivitelével elkövetett visszaélések hatályosabb megtorlásáról
- 1939. évi XV. törvénycikk A Pesti Hazai Első Takarékpénztár Egyesület részére Magyarország címere használatának engedélyezéséről
- 1939. évi XVI. törvénycikk Az 1938:XII. törvénycikk alapján biztosított gazdasági munkavállalók özvegyeinek járadékban részesítéséről
- 1939. évi XVII. törvénycikk Az 1939-1940. számadási időszakra szóló állami költségvetésről
- 1939. évi XVIII. törvénycikk A Magyar Szent Koronához visszacsatolt felvidéki területeken és a Magyar Szent Koronához visszatért kárpátaljai területen országgyűlési képviselők választásáról
- 1939. évi XIX. törvénycikk A törvényhatósági bizottsági tagsági jogról
- 1939. évi XX. törvénycikk A beruházási hozzájárulás végső fokú elbírálására hivatott Országos Döntőbizottság kiegészítéséről